# Reserva Comunal Yanesha
Die Reserva Comunal Yanesha ist ein Schutzgebiet von kommunalem Rang in Zentralost-Peru in der Region Pasco. Das Schutzgebiet wurde am 28. April 1988 eingerichtet. Verwaltet wird es von der staatlichen Naturschutz-Agentur Servicio Nacional de Areas Naturales Protegidas por el Estado (SERNANP). Das Areal besitzt eine Größe von 347,45 km². Es dient der Erhaltung des Regenwälder in den höheren Lagen des Einzugsgebietes des Río Palcazú und damit einem Ökosystem bedrohter Pflanzen- und Tierarten. Es wird in der IUCN-Kategorie VI als ein Schutzgebiet geführt, dessen Management der nachhaltigen Nutzung natürlicher Ökosysteme und Lebensräume dient.

## Lage
Das Schutzgebiet erstreckt sich längs der Ostflanke der Cordillera Yanachaga. Es liegt im Distrikt Palcazú der Provinz Oxapampa. Es wird von mehreren linken Zuflüssen des Río Palcazú nach Osten entwässert. Im Westen grenzt das Schutzgebiet an den Nationalpark Yanachaga Chemillén. Das Schutzgebiet ist das Siedlungsgebiet der Volksgruppe der Yanesha.

## Ökosystem
Im Schutzgebiet lebt der Jaguar (Panthera onca), der Riesenotter (Pteronura brasiliensis) und das Weißbartpekari (Tayassu pecari). In dem Gebiet wächst die Westindische Zedrele (Cedrela odorata). Es werden 2400–2800 Pflanzenarten in dem Gebiet vermutet.